# Magna Sartz
Magna Sartz (Lardal, 27 januari 1853 – Blommenholm, 4 februari 1925) was een Noors zangeres (mezzosopraan), zangdocente en koordirigente.
Magna Kirstine Styrmo werd geboren binnen het gezin van bierbrouwer Jacob Petter Gulliksen Styrmo (1923-1886) en Anne Kirstine Jakobsdatter (1830-1893). Ze huwde eerst Richard Sofus Nilsen Sartz (1852-1920) (2 kinderen), die naar de Verenigde Staten vertrok, en daarna met Otto E. Madssen (geboren 1864) (een kind).
Van haar muzikale opleiding is niets bekend. Ze was voornamelijk zangeres van liederen, waaronder af en toe een aria uit een opera.
Enkele concerten:
- 30 november 1877: solopartij tijdens een concert met Olaus Andreas Grondahl
- 25 maart 1879: tijdens een concert van Alie Lindberg zong ze Erlkönig van Franz Schubert; hetzelfde jaar begon ze met lesgeven
- 12 januari 1884: concert met Agathe Backer-Grøndahl; ze zong werken van Per Winge en Johan Svendsen tijdens een kamerconcert
- 10 januari 1904: Theater in Stavanger
- 24 februari 1907: Thime Kirke te Stavanger